# Línea V21 de la Red Ortogonal de Autobuses de Barcelona
La línea V21 o Vertical 21 de Transports Metropolitans de Barcelona (TMB), es una línea de autobús de tránsito rápido en Barcelona que forma parte de las líneas verticales de la Red Ortogonal de Autobuses de Barcelona. La línea entró en servicio el 1 de octubre de 2012 sustituyendo a la línea regular 10.

## Recorrido
El recorrido de la línea V21 es desde el Passeig Marítim hasta el Hospital Universitario Valle de Hebrón. Este recorrido coincide con la antigua línea regular 10.

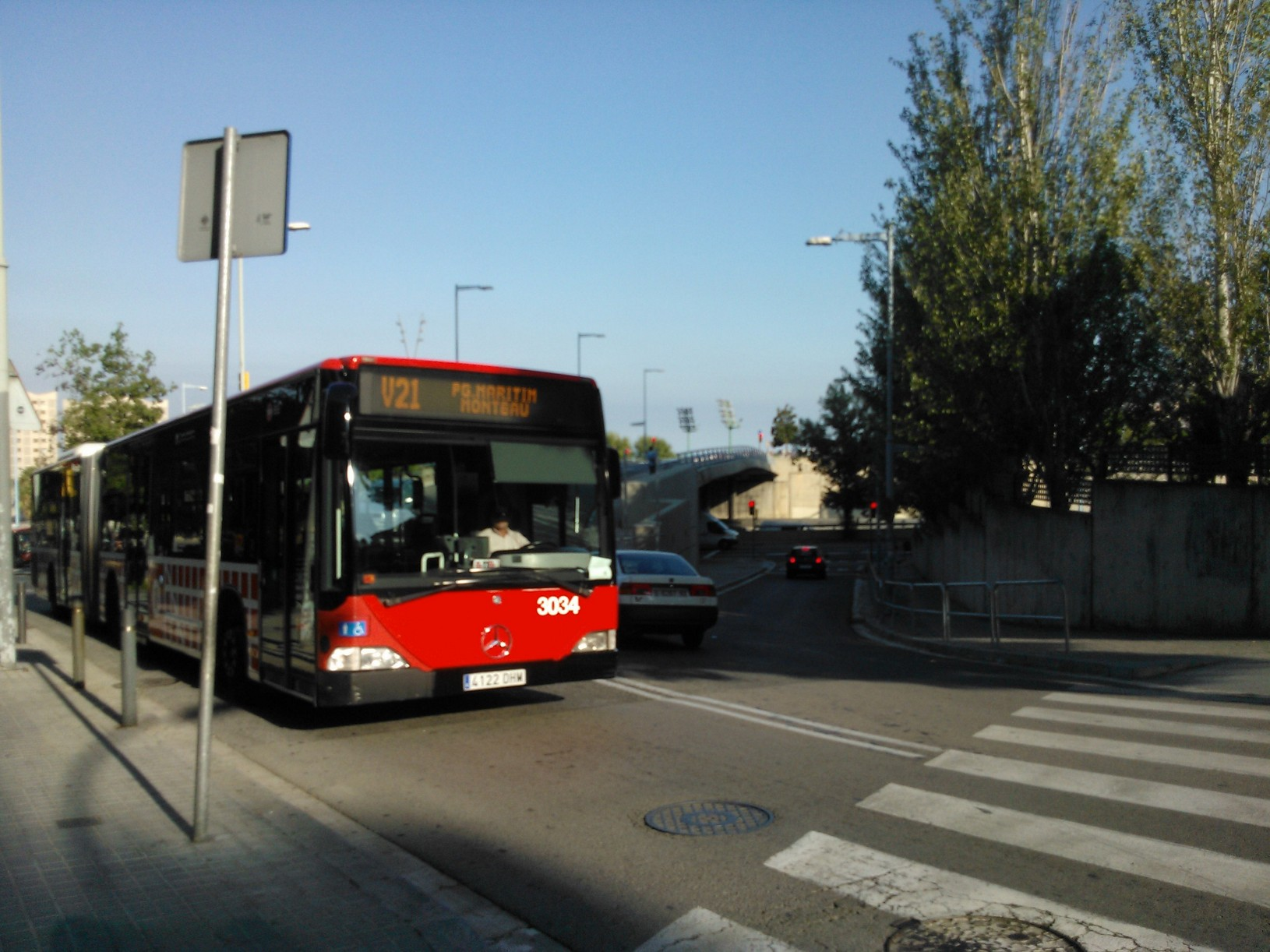
Autobús de la línea V21 en el Hospital Universitario Valle de Hebrón (Urgencias Materno-Infantil) dirección Montbau.

## Características de la línea
- Longitud: 16,5 km (27 paradas)
- Número de paradas: 44 (21 a Pº Marítimo + 23 a Montbau)
- Frecuencia: 8-10 minutos (hora punta)
- Flota: 11 vehículos articulados

## Horarios
| V21        | Primer servicio A: Pº Marítimo | Primer servicio A: Montbau | Último servicio A: Pº Marítimo | Último servicio A: Montbau |
| Laborables | 06:30                          | 07:00                      | 22:00                          | 22:00                      |
| Sábados    | 07:00                          | 07:00                      | 22:00                          | 22:00                      |
| Festivos   | 08:00                          | 08:35                      | 22:00                          | 22:00                      |

## Otros datos
| Prestación                                      | Disponibilidad en la línea |
| ----------------------------------------------- | -------------------------- |
| Adaptada a                                      | Sí                         |
| TMB iBus (tiempo de espera)                     | Sí                         |
| Información del tiempo de espera en las paradas | Sí (60% de las paradas)    |
| Pantallas informativas                          | Sí                         |
| Televisión dentro del autobús                   | Sí, Canal MouTV            |
| Línea de tránsito rápido                        | Sí                         |
| Circula en días festivos                        | Sí                         |